# Spółka Wydawnicza „Aneks”
Spółka Wydawnicza „Aneks” – spółka cywilna, wydawca prasy istniejący od 1990. Jego siedziba znajduje się przy ul. Kościuszki 13a w Prudniku.

## Historia
Spółka Wydawnicza „Aneks” sp. z o.o. została założona w grudniu 1990 przez redakcję „Tygodnika Prudnickiego”. Jej właścicielami zostali: Antoni Weigt, Halina Chrobak, Henryk Sobczak, Władysława Gajda i Walenty Steć. W lutym 1992 zmieniono charakter spółki z o.o. na spółkę cywilną. W listopadzie 1996 w spółce pozostali Antoni Weigt i Halina Chrobak.
W 2001 współwłaścicielami Spółki Wydawniczej „Aneks” zostali Grzegorz Weigt i Andrzej Dereń oraz dotychczasowy właściciel Antoni Weigt. Antoni Weigt zmarł w 2003.

## Publikacje
Poprzez Spółkę Wydawniczą „Aneks” ukazywały się m.in. czasopisma:
- „Tygodnik Prudnicki”
- „Nasze Życie Głuchołaz”
- „Życie Głuchołaz”
- „Życie Głogówka”
- „Express Prudnicki”
- „Nowy Głos Jemielnicy”
- „Nasze Skoroszyce”
- „Nowa Panorama Bialska”
- „Ziemia Prudnicka”
- „Spotkanie z komiksem”[3]

Spółka wydała również książki, tomik poezji, pocztówki, mapy i foldery turystyczne.